# DEAL
DEAL ist der Name einer Initiative zur Stärkung und Verbesserung des Open-Access-Publizierens in Deutschland. Das Projekt wurde 2014 von der Allianz der deutschen Wissenschaftsorganisationen angestoßen, um bundesweit neue Vertragsmodelle mit den drei großen Wissenschaftsverlagen Elsevier, Springer Nature und Wiley zu verhandeln.
Durch Konsortialverträge, die durch die DEAL-Verhandlungsgruppe abgeschlossen werden, wird wissenschaftlichen Bibliotheken, Universitäten und Wissenschaftseinrichtungen in ganz Deutschland einerseits der dauerhafte Zugang zu allen elektronischen Zeitschriften (E-Journals) des jeweiligen Anbieters ermöglicht. Darüber hinaus beinhalten die DEAL-Verträge explizit ein Recht für Autoren der teilnehmenden Einrichtungen ihre neuesten Forschungsergebnisse unmittelbar und dauerhaft unter einer Open-Access-Lizenz beim jeweiligen Verlag zu publizieren. Ziel des Projekts DEAL war eine transparente Preisgestaltung für den umfassenden Zugang zu wissenschaftlichen Inhalten sowie eine publikationsbasierte Abrechnung des Open-Access-Publizierens. Die Kosten für das wissenschaftliche Publizieren sollten auf diese Weise eingedämmt werden. Die Federführung des Projekts liegt bei der Hochschulrektorenkonferenz (HRK).
Die DEAL-Verträge werden von verschiedenen Seiten kritisiert: Die APC-basierten Verträge bieten den Großverlagen den Anreiz, das Publikationsvolumen möglichst in die Höhe zu treiben. Es wird bezweifelt, dass die Einrichtungen und damit die öffentliche Hand dadurch tatsächlich Geld sparen, insbesondere auf große Einrichtungen mit viel Publikationsoutput kamen erhebliche Mehrkosten zu. Die Monopolstellung der Großverlage wird noch verstärkt. Insgesamt werden keine Einsparungen durch DEAL erwartet.

## Hintergrund
Die HRK kritisierte die seit Jahren anhaltenden, trotz der immer größeren Verbreitung von Open Access weiter anhaltenden starken Preissteigerungen im wissenschaftlichen Publikationsbereich (sog. Zeitschriftenkrise). Die Verlage bieten zunehmend ihre Inhalte nur noch in großen Paketen („Big Deal“) mit komplexer Preisstruktur zum Erwerb an. Gleichzeitig generieren einige Verlage sehr hohe Renditen, bei Elsevier waren das im Jahr 2017 beispielsweise 36,8 Prozent. Über die Hälfte der Ausgaben der deutschen Universitätsbibliotheken flossen bis zum DEAL-Projekt an die drei großen Verlage Elsevier (28 % der Ausgaben), Springer Nature (17 %) und Wiley (13 %).
Vor diesem Hintergrund forderte im Sommer 2013 die Rektorin der Universität Leipzig, Beate Schücking, eine nationale Erwerbungsstrategie für die Zeitschriftenpakete der einschlägigen Großverlage. Sie legte mit ihrer Forderung den Grundstein zur Etablierung des Projekts DEAL durch die Allianz der Deutschen Wissenschaftsorganisationen.

## DEAL-Verträge
Derzeit basieren DEAL-Verträge auf einem sogenannten „Publish-and-Read“-Modell (PAR-Modell). Damit soll neben einer umfassenden Literaturversorgung der deutschen Wissenschaftseinrichtungen auch eine angemessene Bezahlung für die Publikation eines Artikels und dessen dauerhafte freie Verfügbarkeit (Open Access) gewährleistet werden. Alle Publikationen von Autoren aus deutschen Einrichtungen werden bei den teilnehmenden Verlagen standardmäßig unter der Lizenz Creative Commons Namensnennung (CC-BY) veröffentlicht. Diese neuartige Art der Vertragsgestaltung wird im Englischen auch mit dem Begriff „transformative agreements“ (Open-Access-Transformationsverträge) bezeichnet. Der genaue Wortlaut der DEAL-Verträge ist jeweils öffentlich einsehbar. DEAL-Verträge führen somit zu einer transparenten Bepreisung nach einem öffentlich nachvollziehbaren Berechnungsmodell, welches sich am Publikationsvolumen orientiert.
Die Institutionen zahlen die jeweiligen Beträge jedoch nicht direkt an die Verlage, sondern bedienen sich der eigens für diesen Zweck gegründeten MPDL Services gGmbH, einer 100%igen Tochter der Max-Planck-Gesellschaft, als Bindeglied.
Das Projekt DEAL handelt in Abstimmung mit den Zielsetzungen des Plan S und stellt sich hinter die Verhandlungsprinzipien von LIBER. Weitere Zusammenarbeiten und Abstimmungen bestehen mit dem Projekt OA2020 und den Richtlinien der Forschungsförderer in anderen Ländern.

## Verlauf
2016 wurden mit den drei großen Wissenschaftsverlagen Elsevier, Wiley und Springer Nature Verhandlungen über deutschlandweite Lizenzen für die Hochschul- und Forschungsbibliotheken aufgenommen. Die „DEAL“-Lizenzen sollen die bisher für deutsche Institutionen abgeschlossenen Subskriptionsverträge ablösen. Erste Verhandlungen blieben zunächst erfolglos. Zahlreiche Universitätsbibliotheken und andere wissenschaftliche Institutionen verzichteten in der Folge auf die Erneuerung der Lizenzverträge mit dem größten Wissenschaftsverlag, Elsevier. Mit Springer Nature und Wiley konnten 2017 Zwischenlösungen vereinbart werden, die den Zugang für die Dauer der Verhandlungen sicherstellten. 2019 wurde dann mit Wiley, 2020 mit Springer Nature und 2023 mit Elsevier jeweils ein DEAL-Vertrag geschlossen.

### Vertragsabschluss mit Wiley
Am 15. Januar 2019 erzielte Projekt DEAL den ersten Vertragsabschluss mit dem Verlag Wiley. Im Rahmen eines Dreijahresvertrages einigten sich die Parteien auf ein „Publish-and-Read“-Modell.
Das Vertragsvolumen basiert auf den Wiley-Subskriptionsausgaben der akademischen Einrichtungen aus dem Jahr 2017 (+ ~ 3 % Preissteigerung pro Jahr), das nun für Open-Access-Publikationen und uneingeschränkten Zugriff auf Subskriptionsinhalte im Zeitschriften-Portfolio von Wiley verwendet wird. Über die Vereinbarung wird allen Projekt-DEAL-Institutionen der Zugang zu sämtlichen wissenschaftlichen Zeitschriften von Wiley rückwirkend bis ins Jahr 1997 ermöglicht. Darüber hinaus können deren Wissenschaftler ihre Forschungsbeiträge Open Access in allen Zeitschriften von Wiley veröffentlichen. Die PAR-Gebühr für Publikationen in Hybrid-Zeitschriften wurde pro Artikel auf 2750 Euro festgesetzt. Auf die Article Processing Charges (APCs) für Publikationen in den goldenen Open-Access-Zeitschriften gewährt Wiley einen Rabatt von 20 %. Mittlerweile gibt es die ersten Erfahrungsberichte aus der Umsetzungspraxis des Vertrags.

### Vertragsabschluss mit Springer Nature
Nachdem im August 2019 ein Memorandum of Understanding aufgesetzt worden war, schloss das Projekt DEAL am 9. Januar 2020 ein „Publish and Read Agreement“ mit dem Verlag Springer Nature ab. In diesem Dreijahresvertrag mit Option um einjährige Verlängerung wird den teilnehmenden Institutionen der dauerhafte digitale Zugang zu den laufenden Jahrgängen der ca. 1.900 Springer-Zeitschriften (inkl. Springer Medical, Palgrave, Adis und Macmillan Academic, allerdings ohne Nature-Zeitschriften, -Magazinen und technischen Fachzeitschriften) garantiert. Außerdem wird ein kostenloser Backfile-Zugriff auf das Zeitschriftenportfolio bis 1997 gewährt. Diesem Zugriffsrecht gegenüber stehen Veröffentlichungsgebühren (PAR fees / publish and read fees) von 2.750 Euro für research-Artikel bzw. 917 Euro für non-research-Artikel. Für den zusätzlichen Bezug von Print-Ausgaben der jeweiligen Zeitschriften erhalten alle teilnehmenden Institutionen einen Rabatt von 75 % auf den Listenpreis.

### Vertragsabschluss mit Elsevier
Die DEAL-Verhandlungsgruppe stand seit 2016 mit Vertretern des Elsevier-Verlages in Kontakt, ein Vertragsabschluss konnte zunächst jedoch nicht erreicht werden. Von Juli 2018 bis 2022 waren die Verhandlungen ausgesetzt. Horst Hippler, Präsident der HRK und Verhandlungsführer auf Seiten der Wissenschaft, sagte damals dazu: „Die überhöhten Forderungen des Verlags Elsevier haben uns gezwungen, die Verhandlungen des Projekts „DEAL“ mit dem Verlag zu unterbrechen.“
Rund 200 Einrichtungen hatten in diesem Zusammenhang ihre regulären Lizenzverträge mit Elsevier gekündigt. Es lässt sich vermuten, dass während dieses Zeitraums viele der betroffenen Wissenschaftler auf legale Alternativen, wie die Fernleihe und Dokumentenlieferdienste, oder aber private bzw. inoffizielle Kanäle ausgewichen sind. Im Zusammenhang mit den gescheiterten DEAL-Verhandlungen legten Wissenschaftler ihre Herausgeberschaft von Elsevier-Zeitschriften nieder.
Am 6. September 2023 verkündete das DEAL-Konsortium schließlich einen Vertragsabschluss mit Elsevier. Autoren mit dem Status „submitting corresponding author“ aus Einrichtungen, die an dem abermals als Opt-in-Konsortialvertrag gestalteten DEAL-Vertrag teilnehmen, können in den ca. 2500 Elsevier-Zeitschriften Open Access publizieren. Teilnehmende Einrichtungen erhalten dabei 20 % Rabatt auf die Listenpreise der APCs für die „Elsevier Fully Gold Open Access“-Zeitschriften sowie 15 % Rabatt auf die Listenpreise der „Fully Gold Celll Press“ und „The Lancet“-Zeitschriften von Elsevier. Daneben erhalten Vertragsteilnehmer für den Lesezugang Zugriffsrechte auf nehzu das gesamte Elsevier-Zeitschriftenportfolio.

## Rezeption
Die über Monate laufenden Verhandlungen über die Implementierung einer deutschlandweiten „Publish-and-Read“-Lizenz sorgten weltweit für große Aufmerksamkeit.
Anfang 2017 legte der Börsenverein des Deutschen Buchhandels gegen die Allianz der Wissenschaftsorganisationen beim Bundeskartellamt Beschwerde ein. DEAL zerstöre den Wettbewerb und gefährde die Publikationsvielfalt, so die Argumentation. Das Bundeskartellamt griff die Beschwerde aber nicht auf.